# Aleochara curtidens
Aleochara curtidens är en skalbaggsart som beskrevs av Jan Klimaszewski 1984. Aleochara curtidens ingår i släktet Aleochara och familjen kortvingar. Inga underarter finns listade i Catalogue of Life.